# Niterói
Niterói is een gemeente en voorstad van Rio de Janeiro, aan de overzijde van de Baai van Guanabara. Vanuit Rio de Janeiro kan de stad in 20 minuten worden bereikt met een draagvleugelboot of via de 13,29 km-lange brug over de baai, officieel de Ponte Presidente Costa e Silva, maar beter bekend als de Ponte Rio-Niterói. De stad was van 1834 tot 1894 en van 1903 tot 1975 de hoofdstad van de Braziliaanse deelstaat Rio de Janeiro. Bij de volkstelling van 2022 had Niterói 481.479 inwoners.
In Niterói ligt het befaamde als vliegende schotel aandoende Museu de Arte Contemporânea (MAC) naar het ontwerp van Braziliës beroemdste architect Oscar Niemeyer. De nieuwe veerterminal tegenover het MAC is ook naar een ontwerp van Niemeyer.
Vanuit Niterói heeft men aan de Guanabara-zijde (de wijken São Francisco en Charitas) een mooi zicht op Rio de Janeiro, vooral 's nachts.

## Aangrenzende gemeenten
De gemeente grenst aan Maricá, São Gonçalo en Rio de Janeiro.

## Verkeer en vervoer
De plaats ligt aan de noord-zuidlopende weg BR-101 tussen Touros en São José do Norte die via de Rio-Niteróibrug de baai oversteekt. Daarnaast ligt ze aan de weg RJ-104.

## Stedenbanden
Zustersteden van Niterói:
- Rio de Janeiro, Brazilië

## Bekende inwoners van Niterói

### Geboren
- Benjamin Constant (1836-1891), militair
- Antônio Parreiras (1860-1937), kunstenaar
- Levi Carneiro (1882-1971), rechter en politicus
- Arthur Machado (1909-1997), voetballer
- Carvalho Leite (1912-2004), voetballer
- Roberto Emílio da Cunha (1912-1977), voetballer
- Waldo Machado da Silva, "Waldo" (1934-2019), voetballer
- Orlando Peçanha de Carvalho (1935-2010), voetballer
- Wanderley Machado da Silva, "Wanderley" (1938), voetballer
- Gérson de Oliveira Nunes, "Gérson" (1941), voetballer
- Sérgio Mendes (1941-2024), componist, pianist, zanger
- César Augusto da Silva Lemos, "César Maluco" (1945), voetballer
- José Carlos da Silva Lemos, "Caio Cambalhota" (1949), voetballer
- Luís Alberto da Silva Lemos, "Luisinho" (1952-2019), voetballer
- Armando Barcellos (1966), triatleet
- Leonardo Nascimento de Araujo, "Leonardo" (1969), voetballer en voetbalcoach
- Edmundo Alves de Souza Neto, "Edmundo" (1971), voetballer
- André Mehmari (1977), componist, arrangeur, pianist
- Leonardo da Silva Moura (1978), voetballer
- Alex Rodrigo Dias da Costa, "Alex" (1982), voetballer
- Rafael dos Anjos (1984), vechtsporter
- Martine Grael (1991), zeilster
- Matheus Carvalho (1992), voetballer